# Opérations extérieures iraniennes
 (juillet 2025).
 (juillet 2025).
- Si vous ne connaissez pas le sujet, laissez ce bandeau (vous pouvez alors contacter les auteurs).
- Si vous supprimez le contenu mis en cause (vous pouvez préalablement contacter les auteurs),

argumentez précisément cette suppression dans la page de discussion
(un manque de référence n'est pas un argument ; une recherche réelle de référence doit avoir été effectuée, être formellement documentée).
 (juillet 2025).
La mise en forme du texte ne suit pas les recommandations de Wikipédia : il faut le « wikifier ».
Les points d'amélioration suivants sont les cas les plus fréquents :
- Les titres sont pré-formatés par le logiciel. Ils ne sont ni en capitales, ni en gras.
- Le texte ne doit pas être écrit en capitales (les noms de famille non plus), ni en gras, ni en italique, ni en « petit »…
- Le gras n'est utilisé que pour surligner le titre de l'article dans l'introduction, une seule fois.
- L'italique est rarement utilisé : mots en langue étrangère, titres d'œuvres, noms de bateaux, etc.
- Les citations ne sont pas en italique mais en corps de texte normal. Elles sont entourées par des guillemets français : « et ».
- Les listes à puces sont à éviter, des paragraphes rédigés étant largement préférés. Les tableaux sont à réserver à la présentation de données structurées (résultats, etc.).
- Les appels de note de bas de page (petits chiffres en exposant, introduits par l'outil «  Source ») sont à placer entre la fin de phrase et le point final[comme ça].
- Les liens internes (vers d'autres articles de Wikipédia) sont à choisir avec parcimonie. Créez des liens vers des articles approfondissant le sujet. Les termes génériques sans rapport avec le sujet sont à éviter, ainsi que les répétitions de liens vers un même terme.
- Les liens externes sont à placer uniquement dans une section « Liens externes », à la fin de l'article. Ces liens sont à choisir avec parcimonie suivant les règles définies. Si un lien sert de source à l'article, son insertion dans le texte est à faire par les notes de bas de page.
- La présentation des références doit suivre les conventions bibliographiques. Il est recommandé d'utiliser les modèles {{Ouvrage}}, {{Chapitre}}, {{Article}}, {{Lien web}} et/ou {{Bibliographie}}. Le mode d'édition visuel peut mettre en forme automatiquement les références.
- Insérer une infobox (cadre d'informations à droite) n'est pas obligatoire pour parachever la mise en page.

Pour une aide détaillée, merci de consulter Aide:Wikification.
Si vous pensez que ces points ont été résolus, vous pouvez retirer ce bandeau et améliorer la mise en forme d'un autre article.
Les opérations extérieures iraniennes désignent les actions menées par la République islamique d'Iran depuis la Révolution islamique de 1979 dans des pays étrangers, en utilisant des méthodes militaires, de renseignement, diplomatiques, cybernétiques, ainsi que des proxys ou des sous-traitants, tels que des réseaux criminels. Ces opérations sont principalement dirigées par la Force Al-Qods du Corps des Gardiens de la Révolution islamique (IRGC-QF), avec le soutien du ministère du Renseignement iranien et d'autres entités étatiques et non étatiques. Les opérations extérieures de l’Iran s’étendent sur les cinq continents, et particulièrement au Moyen-Orient, en Afrique, en Asie centrale, en Amérique latine et en Europe.

## Contexte
À la suite de la révolution islamique de 1979, l’Iran a vu son système de gouvernance transformé en une république théocratique. Le nouveau régime s’est fondé sur la doctrine du velayat-e faqih (tutelle du juriste islamique), visant à modifier le statu quo régional, à s’opposer à l’influence occidentale — en particulier celle des États-Unis — tout en soutenant les mouvements chiites et anti-israéliens à l’échelle mondiale. Le Corps des Gardiens de la Révolution islamique (IRGC), créé dans les années 1980, a pris la tête de l'exécution des opérations à l'étranger,,
Depuis plus de 45 ans, et de manière intensifiée depuis 2018, le gouvernement iranien s’appuie régulièrement sur des groupes criminels et des réseaux partenaires dans d'autres pays pour atteindre ses objectifs. Ces actions permettent à l’Iran de maintenir un certain degré de déni plausible tout en poursuivant ses intérêts politiques et sécuritaires,,.

## Europe
Ces dernières années, l’Iran a exporté son modèle de guerre par procuration du Moyen-Orient vers l’Europe, en sous-traitant ses opérations à des réseaux criminels européens,. Dans la plupart des pays européens, l’Iran utilise ces réseaux criminels pour mener des assassinats, des enlèvements, de l’espionnage, de la surveillance et d’autres opérations, visant principalement des dissidents ainsi que des cibles et intérêts américains, israéliens et européens,.

### Suède
La Suède est récemment devenue connue pour les activités criminelles du réseau Foxtrot, dirigé par Rawa Majid (également connu sous le nom de « Renard kurde »),. Ce réseau criminel a renforcé ses liens avec l’Iran, agissant en tant que mandataire, notamment en ciblant des groupes israéliens et juifs. Il est impliqué dans le trafic de drogue, le trafic d’armes, des fusillades et des assassinats commandités,. Le Service de sécurité suédois a confirmé que l’Iran utilise des réseaux criminels en Suède pour mener des actes violents contre des États et des individus qu’il considère comme des menaces, y compris des dissidents et des représentants d’États tels qu’Israël,. Le mode opératoire du réseau Foxtrot est connu pour le recrutement de mineurs dans ses attaques, la loi suédoise interdisant les poursuites judiciaires contre les moins de 15 ans.
- Tentative d’attentat contre l’ambassade d’Israël – janvier 2024

Le réseau Foxtrot est à l’origine de la tentative d’introduction de grenades à l’ambassade d’Israël à Stockholm, faisant suite à une demande directe des services de renseignement iraniens,.
- Attaque par arme à feu contre l’ambassade d’Israël – mai 2024

Cette attaque, survenue en mai 2024, a également été liée au réseau Foxtrot par les services de renseignement suédois et israéliens, comme la tentative d’attentat de janvier.
- Ciblage des installations d’Elbit Systems à Göteborg et Stockholm

Selon une importante enquête européenne, le réseau Foxtrot aurait été guidé par l’Iran pour viser des sous-traitants israéliens de défense, notamment les installations d’Elbit Systems situées à Göteborg et à Stockholm.
- Projets d’enlèvements et d’assassinats

Le réseau Foxtrot aurait reçu une liste de cibles de l’Iran, comprenant des attaques contre les ambassades israéliennes, des frappes contre des entreprises de défense, des enlèvements et assassinats d’Israéliens à travers l’Europe, ainsi que des attaques contre des installations communautaires juives et des synagogues.

### Royaume-Uni
Depuis la fin des années 2010, les services de renseignement et de sécurité britanniques ont constaté une intensification de l’implication de l’Iran au Royaume-Uni. Téhéran s’appuie sur des réseaux criminels et des groupes du crime organisé pour faire avancer ses intérêts et mener des opérations clandestines au Royaume-Uni et à travers l’Europe. Cette méthode permet aux acteurs étatiques iraniens, en particulier le Corps des Gardiens de la Révolution islamique (CGRI) et le Ministère du Renseignement et de la Sécurité (MOIS), de se protéger contre toute exposition directe tout en exploitant les ressources et l’expertise des milieux criminels locaux,.
- Projet "The Wedding" (Le Mariage) – 2022

Ce projet, conçu par le CGRI, visait à assassiner deux journalistes iraniens à Londres, affiliés à Iran International, une chaîne d’information en persan critique envers le régime iranien. Sima Sabet et Fardad Farahzad furent pris pour cibles en novembre 2022 par l’unité 840 — une unité secrète des opérations spéciales au sein de la Force Al-Qods du IRGC — et furent désignés par les noms de code la mariée et le marié,,. Grâce à l’intervention d’un agent double, le complot a échoué,.
- Tentative d’attaque contre l’ambassade d’Israël à Londres – 2025

En mai 2025, la police britannique a arrêté cinq individus, dont quatre ressortissants iraniens, soupçonnés de planifier une attaque contre l’ambassade d’Israël à Londres. Les arrestations ont eu lieu lors d’opérations coordonnées dans plusieurs villes: Swindon, Londres (Ouest), Stockport, Rochdale et Manchester. Cette opération antiterroriste d’envergure a été qualifiée par les autorités britanniques comme l’une des plus importantes de ces dernières années,. Selon d’anciens responsables du renseignement et des sources sécuritaires, les suspects seraient liés à l’unité 840.
- Mesures britanniques de contre-ingérence

Depuis 2022, le MI5 et la police ont déjoué au moins 20 complots liés à l’Iran sur le sol britannique. Les renseignements montrent que l’Iran paie des criminels locaux au Royaume-Uni pour commettre des actes de violence et de l’espionnage,. Selon certaines sources, le directeur du MI5, Ken McCallum, s’est engagé à accorder la plus grande attention au risque d’une intensification ou d’un élargissement de l’agression étatique iranienne au Royaume-Uni,,,,,. 

### Allemagne
Selon plusieurs sources, l’implication de l’Iran dans la criminalité en Allemagne est devenue un problème de sécurité majeur. Les services de renseignement iraniens recrutent des criminels locaux pour espionner, menacer ou attaquer des personnes juives, des Israéliens et des opposants politiques. Ils s’appuient souvent sur des individus issus du milieu criminel européen — trafiquants de drogue, membres de gangs ou anciens détenus — pour exécuter ces missions. De cette manière, l’Iran peut nier toute responsabilité et rester à distance des opérations elles-mêmes,.
- Attaques contre des synagogues – 2021

En 2021, l’Iran a utilisé les Hells Angels allemands et leur chef Ramin Yektaparast, un ressortissant germano-iranien, pour mener deux attaques contre des synagogues : l’une à Bochum et l’autre à Essen,.
- Complot de 2025 visant des Juifs et des Israéliens

En juillet 2025, les autorités allemandes et danoises ont déjoué un complot de la Force Al-Qods iranienne visant des individus et institutions juives à Berlin. Un citoyen danois, Ali S., d’origine afghane, a été arrêté pour avoir effectué des missions de surveillance sur des cibles potentielles. Il doit être extradé vers l’Allemagne,.
- Mesures de contre-ingérence allemandes

Les autorités allemandes, en coopération avec la police française, ont empêché plusieurs complots soutenus par l’Iran. Ces projets comprenaient des plans visant à assassiner des personnes juives et à incendier des entreprises appartenant à des Israéliens. Grâce au travail de renseignement et d’infiltration, les forces de sécurité ont arrêté les suspects et les ont placés en détention avant leur procès. Certains de ces suspects étaient directement liés à des agents iraniens,.

### France
Ces dernières années, les actions criminelles imputées à l’Iran en France se sont intensifiées, principalement dans le cadre d’opérations soutenues par le gouvernement iranien visant des dissidents, des personnes juives, des Israéliens et des opposants politiques. Le régime iranien s’appuie de plus en plus sur des groupes criminels locaux, tels que des trafiquants de drogue et des gangs, pour mener ces attaques tout en dissimulant son implication directe,,.
- Complot à la bombe en région parisienne – 2018

En 2018, les services de renseignement européens ont révélé qu’un diplomate basé à Vienne, Assadolah Assadi, avait planifié un attentat à la bombe contre un grand rassemblement de l’opposition iranienne près de Paris. Il avait remis des explosifs et 22 000 € à deux ressortissants belges d’origine iranienne chargés de mener l’attaque. Le complot ayant été déjoué, Assadi a été arrêté puis condamné en 2021 en Belgique à 20 ans de prison,. 
- Affaire « Tournesols »

Mehrez Ayari, un Franco-Tunisien au casier judiciaire chargé, était recherché pour un meurtre commis en 2022 dans le Val-d’Oise. Il a ensuite été lié à la tentative d’assassinat de l’ancien eurodéputé Alejo Vidal-Quadras à Madrid en novembre 2023. Ayari avait des liens avec des groupes criminels en France et en Europe, et aurait été recruté par l’Iran pour exécuter des assassinats à l’étranger,,.
- Attaque contre « Simay Azadi »

Le 31 mai 2023, « Simay Azadi », un centre médiatique d’opposition iranienne situé à Saint-Ouen-l’Aumône, près de Paris, a été attaqué à l’aide de cocktails Molotov et de tirs d’armes à feu. Les 11 et 13 juin suivants, des jerricans d’essence ont été déposés devant les locaux. Les autorités françaises ont déclaré que ces actes avaient été commis par des petits délinquants recrutés par le gouvernement iranien.
- Réseau de trafic de drogue iranien

Bruno Retailleau, ministre français de l’Intérieur, a déclaré en juin 2025 que l’Iran aurait engagé des trafiquants de drogue pour mener des opérations secrètes en France. Cela constitue une continuité directe des événements amorcés dès 2018.

### Suisse
- Décès d'une diplomate suisse – mai 2021

En 2021, une diplomate suisse en poste à l’ambassade de Suisse à Téhéran a été retrouvée morte après une chute du 17ᵉ étage d’un immeuble. Les autorités iraniennes ont affirmé qu’il s’agissait d’un suicide, mais l’enquête suisse a été compliquée par l’absence d’organes clés lors de l’autopsie initiale pratiquée en Iran,.
- Décès de l’attaché de défense suisse – juin 2023

En juin 2023, un attaché de défense suisse s’est effondré dans un hôtel de Téhéran. Il a été rapatrié en Suisse, où il est décédé quelques mois plus tard. Les responsables iraniens ont attribué la mort à des causes naturelles, mais l’incident a suscité des inquiétudes quant à la sécurité des diplomates suisses en Iran.

### Italie
Un rapport d’enquête publié récemment par Linkiesta, en juillet 2025, révèle la mise en place d’un réseau sophistiqué d’influence et de renseignement iranien basé en Italie. Par le biais de la diplomatie culturelle et de la coopération universitaire, soutenues par un financement de plus d’un million d’euros, Téhéran utilise une équipe installée à son ambassade à Rome pour surveiller, intimider et exercer des pressions sur les dissidents iraniens dans plusieurs villes italiennes. Cela inclut la surveillance en ligne, la filature physique, ainsi que l’usage de menaces visant à réduire au silence les critiques du régime,.

### Danemark
L’Iran maintient une présence continue au Danemark, principalement axée sur la collecte de renseignements, ainsi que sur la surveillance et la répression des dissidents et des opposants au régime. En 2018, le Danemark a accusé l’Iran d’avoir comploté l’assassinat de militants affiliés au Mouvement de lutte arabe pour la libération d’Ahvaz (ASMLA). En 2024, l’Iran a été tenu pour responsable de l’attaque contre l’ambassade d’Israël à Copenhague,.

## Amérique latine
L’Amérique latine est devenue un centre croissant d’activités criminelles iraniennes. Téhéran soutient activement ses réseaux de mandataires, tels que le Hezbollah basé au Liban, en les aidant à renforcer leur rôle dans des opérations financières illicites, le trafic de drogue et la contrebande d’armes, tout en consolidant ses relations avec des régimes anti-américains comme Cuba, le Nicaragua et le Venezuela. L’Iran entretient une relation étroite avec le Venezuela à travers une coopération économique, des accords bancaires et une coordination présumée des services de renseignement,,,. Le Hezbollah, principal mandataire de l’Iran, opère depuis la zone dite de la Triple Frontière entre le Paraguay, le Brésil et l’Argentine, connue pour sa gouvernance faible et son application limitée de la loi, ce qui en fait un point névralgique du trafic illicite,.

### Argentine
- Attentat contre l’AMIA – 1994

L’attentat contre l’AMIA fut perpétré par des agents du Hezbollah agissant sur ordre de l’Iran. L’attaque contre le centre communautaire juif de Buenos Aires a causé la mort de 85 civils. Depuis cet attentat, la justice argentine tient systématiquement l’Iran pour responsable, et les suspects sont jugés par contumace conformément à la nouvelle législation adoptée en 2025,,.

### Colombie
- Opération Cassandra

La Colombie a été le point de départ de l’opération Cassandra, enquête menée par la DEA (Drug Enforcement Administration) qui a révélé un réseau de blanchiment d’argent d’un milliard de dollars géré par le Hezbollah,,.

### Venezuela
- 'Opérations de la Force Qods

En janvier 2020, Juan Guaidó, président de l'Assemblée nationale du Venezuela, a accusé Nicolás Maduro d’avoir permis à Qasem Soleimani et à ses forces Al-Qods d’enregistrer leurs banques sanctionnées et leurs entreprises au Venezuela. Guaidó a également déclaré que Soleimani « dirigeait une structure criminelle et terroriste en Iran qui, pendant des années, a fait souffrir son peuple et déstabilisé le Moyen-Orient, tout comme Abu Mahdi al-Muhandis l’a fait avec le Hezbollah.
- Vols fantômes

Les « vols fantômes » désignent des liaisons aériennes continues et non enregistrées entre le Venezuela et l’Iran. Ces vols, principalement opérés par la compagnie aérienne d’État vénézuélienne Conviasa, ont attiré l’attention internationale en raison de l’absence de registres, de manifestes de passagers, de transparence, ainsi que de soupçons d’activités illicites,,.

## Amérique du Nord
Au fil des années, les activités de l’Iran en Amérique du Nord ont inclus l’espionnage, le ciblage de ses détracteurs vivant à l’étranger, des cyberattaques et la préparation de missions de vengeance. Téhéran utilise des agents diplomatiques et non officiels pour surveiller les communautés de la diaspora, allant parfois jusqu’à des tentatives d’enlèvement ou d’assassinat, comme celle visant la journaliste Masih Alinejad. Des rapports révèlent aussi des complots d’assassinat contre des responsables américains tels que Donald Trump, Mike Pompeo et John Bolton. L’Iran a mené des opérations de cyberguerre, d’ingérence électorale (notamment via l’unité APT35), ainsi que des campagnes de désinformation. En parallèle, il coopère avec des groupes criminels et des alliés comme le Hezbollah pour préparer de possibles attaques. Pour contourner les sanctions internationales, il utilise des sociétés écrans, des cryptomonnaies et des achats illégaux de technologies sensibles,.

### États-Unis
- Tentative d’assassinat contre Adel al-Jubeir – 2011

En 2011, la Force Al-Qods iranienne a organisé une tentative audacieuse d’assassinat contre Adel al-Jubeir, alors ambassadeur d’Arabie saoudite aux États-Unis, en essayant de recruter des membres du cartel mexicain Los Zetas,. L’intermédiaire irano-américain, Manssor Arbabsiar, pensait contacter des membres du cartel, mais s’adressait en réalité à un informateur de la DEA, à qui il offrit 1,5 million de dollars pour poser une bombe dans un restaurant de Washington D.C. où devait dîner l’ambassadeur. Le complot, qui aurait pu faire de nombreuses victimes cviles, a été déjoué à temps. Arbabsiar a été arrêté, a plaidé coupable, et ses aveux ont révélé l’implication de hauts responsables iraniens.
- Complots d’enlèvement et d’assassinat visant Masih Alinejad

En juillet 2021, le Département de la Justice des États-Unis a affirmé que quatre agents des services de renseignement iraniens, accompagnés d’un cinquième complice, avaient planifié l’enlèvement d’une journaliste basée à New York, critique du régime iranien, ainsi que de quatre autres personnes résidant au Canada et au Royaume-Uni. Ce projet d’enlèvement, qui semble être le premier cas de ce type rendu public sur le sol américain, remontait à au moins juin 2020. La journaliste Robin Wright a écrit dans The New Yorker:
Selon l’annonce du Département de la Justice, les comploteurs avaient identifié des itinéraires menant du domicile d’Alinejad à un quai de Brooklyn, recherché un service proposant des vedettes rapides de type militaire pour une évacuation maritime depuis New York, et étudié les trajets maritimes entre New York et le Venezuela, pays étroitement lié à la République islamique. Dans un courriel détaillé, Kiya Sadeghi, l’un des quatre agents iraniens inculpés, avait même demandé aux détectives privés de photographier les enveloppes dans la boîte aux lettres d’Alinejad. Le FBI a déclaré avoir déjoué le projet iranien sur le territoire américain. ‘Pas pendant notre garde’, a déclaré William Sweeney, directeur du bureau du FBI à New York,.
Le 28 juillet 2022, un homme nommé Khalid Mehdiyev s’est approché du domicile d’Alinejad à Brooklyn, regardant par les fenêtres et tentant d’ouvrir la porte d’entrée. Il a été intercepté plus tard dans la journée par la police de New York lors d’un contrôle routier. Son permis avait été suspendu et il a été arrêté pour conduite sans permis. Une valise contenant un fusil d’assaut AK-47 au numéro de série effacé a été retrouvée dans sa voiture. L’arme, fabriquée par Norinco, était chargée avec une cartouche en chambre, le chargeur inséré, un second chargeur séparé, et environ 66 munitions.
Mehdiyev, originaire de Yonkers, a renoncé à ses “droits Miranda” et a déclaré à la police qu’il cherchait un appartement. De lui-même, il a affirmé ne rien savoir de l’arme et prétendu que la valise ne lui appartenait pas. Le 11 août 2022, il a été inculpé pour possession d’une arme à feu avec numéro de série effacé. Dans une tribune publiée dans le Wall Street Journal, Masih Alinejad rapporte qu’un agent spécial du FBI lui a dit:Cette fois, leur objectif était de te tuer,.
Le 27 janvier 2023, le Département de la Justice a levé le secret sur une inculpation visant Mehdiyev et deux autres hommes pour complot visant à assassiner Alinejad.
En 2023, Niloufar Bahadorifar a été condamnée pour avoir sciemment violé les sanctions américaines et apporté un soutien financier à des agents iraniens impliqués dans un complot d’enlèvement contre Alinejad.
En octobre 2024, le général iranien Ruhollah Bazghandi, ainsi que six autres agents iraniens, ont été inculpés dans un complot présumé visant à assassiner Alinejad,.
En novembre 2024, trois autres hommes ont été inculpés dans un complot distinct des Gardiens de la Révolution islamique iranienne visant à tuer Masih Alinejad ainsi que le président élu des États-Unis, Donald Trump,.
Le 20 mars 2025, Rafat Amirov, 45 ans, et Polad Omarov, 40 ans, ont été reconnus coupables par la Cour fédérale du district sud de New York de multiples chefs d’accusation, notamment meurtre commandité, conspiration et blanchiment d’argent.
- Mike Pompeo

En juin 2025, The Washington Post a rapporté que des agents iraniens avaient failli assassiner Mike Pompeo à Paris en 2022, dans le cadre d’une campagne de représailles pour l’élimination du général Qassem Soleimani. Les agents étaient extrêmement proche d’exécuter le plan,.
- John Bolton

En août 2022, Shahram Poursafi, membre du IRGC, a été inculpé pour avoir offert jusqu’à un million de dollars afin d’assassiner John Bolton et Mike Pompeo. Fin 2023, les services de renseignement américains ont averti l’équipe de Donald Trump que lui aussi figurait parmi les cibles potentielles,.

#### Complot de janvier 2024 contre des dissidents iraniens
En janvier 2024, les États-Unis et le Royaume-Uni ont sanctionné un groupe mené par Naji Sharif Zindashti, trafiquant de drogue basé en Iran, et accusé d’avoir tenté de tuer des dissidents iraniens. Le réseau opérait sous le ministère iranien du Renseignement. Le Hells Angel canadien Damion Ryan avait été recruté pour tuer des exilés iraniens aux États-Unis, avec l’aide d’un autre Canadien, Adam Pearson,.

#### Complot contre Donald Trump – novembre 2024
En novembre 2024, la justice américaine a inculpé Farhad Shakeri, un homme lié au IRGC, pour avoir planifié l’assassinat de Donald Trump, récemment élu Président. Deux autres complices ont également été mis en examen,,,.

#### Fatwas contre Trump et Netanyahu – juin 2025
Le 25 juin 2025, l’ayatollah Naser Makarem Shirazi a publié une fatwa contre Donald Trump, le qualifiant de mohareb (Ennemi de Dieu) en raison de prétendues menaces contre le Guide suprême Ali Khamenei, ce qui, selon la loi iranienne, implique la peine de mort. Il a promis des récompenses à quiconque agirait en mojahid (guerrier sur le sentier de Dieu). Une fatwa similaire a été lancée contre Benjamin Netanyahu, pour lui faire « regretter ses paroles,.

#### Collecte de fonds pour la mort de Trump
Un site web iranien organise actuellement une levée de fonds promettant une récompense à celui qui parviendra à assassiner le président Donald Trump.

## Afrique
L’Iran mène des activités criminelles à grande échelle en Afrique, à la fois directement, avec des opérations étatiques, et indirectement, par l’intermédiaire de mandataires comme le Hezbollah. Ces activités comprennent le terrorisme, la contrebande d’armes, le trafic de drogue, le blanchiment d’argent et le soutien à des groupes armés locaux.

### Afrique du Sud
- Complot visant à assassiner l’ambassadrice américaine

En 2020, les services de renseignement américains ont révélé que l’Iran prévoyait d’assassiner l’ambassadrice des États-Unis en Afrique du Sud, Lana Marks. Elle aurait été ciblée pour ses liens étroits avec le Président de l’époque Donald Trump, ainsi qu'en raison de la présence d’un réseau clandestin bien établi du IRGC en Afrique du Sud. Ce complot, lié à l’ambassade d’Iran à Pretoria, faisait partie des options envisagées par Téhéran pour venger la mort de Qassem Soleimani, qui avait déjà entraîné le tir de missiles contre des bases américaines en Irak,,.

### Éthiopie
Début 2021, les autorités éthiopiennes ont arrêté un groupe de 15 personnes accusées de planifier une attaque contre l’ambassade des Émirats arabes unis à Addis-Abeba,. Le groupe, dirigé par Ali Ahmed Adaito, possédait des armes, des explosifs et des documents liés au plan. Les services de renseignement éthiopiens ont indiqué que l’attaque aurait pu causer de graves dommages. Un suspect clé, Ahmed Ismail, a été arrêté en Suède avec la coopération des autorités suédoises et éthiopiennes. Un complot similaire contre l’ambassade des Émirats au Soudan a également été déjoué grâce à un avertissement de l’Éthiopie. Des responsables américains et israéliens estiment que ces projets étaient orchestrés par l’Iran, en représailles à l’assassinat de Qassem Soleimani et de Mohsen Fakhrizadeh,.

### République centrafricaine
Ismael Djidah, un ressortissant tchadien et ancien conseiller d’un chef rebelle en Centrafrique, a été arrêté en 2019 au Tchad. Il est accusé d’avoir aidé à former un groupe armé en Centrafrique avec le soutien de l’Iran. Des enquêteurs de l’ONU, ainsi que Djidah lui-même, ont déclaré que la Force Al-Qods iranienne lui avait fourni un financement et un appui pour créer un groupe appelé Saraya Zahraa (ou Brigade Zahraa),. L’objectif de ce groupe était de mener des attaques contre des cibles occidentales, israéliennes et saoudiennes en Afrique. Djidah a affirmé avoir recruté entre 30 et 40 combattants issus de groupes rebelles centrafricains, envoyés ensuite au Liban, en Irak et en Syrie pour suivre une formation militaire dans des camps dirigés par l’Iran. L’ONU a confirmé que 12 d’entre eux au moins avaient bien effectué ces voyages,.

### Kenya
En 2015, les autorités kényanes ont arrêté plusieurs personnes accusées de travailler pour la Force Al-Qods iranienne et de planifier des attaques au Kenya. Deux citoyens kényans ont reconnu avoir aidé les Gardiens de la Révolution islamique en recrutant des complices, en espionnant des cibles et en préparant des attentats contre des intérêts occidentaux et kényans,. Ils s’étaient rendus en Iran pour y suivre une formation et avaient reçu de l’argent d’agents iraniens. La police a indiqué que le groupe avait même tenté de recruter des enfants. En 2012 déjà, deux Iraniens avaient été arrêtés au Kenya en possession d’une importante quantité d’explosifs, et plus tard condamnés à la prison à vie pour avoir planifié des attentats visant probablement des cibles occidentales et israéliennes.

### Nigéria
L’Iran a soutenu le Mouvement islamique au Nigéria (IMN) par un financement, une formation et un endoctrinement idéologique, dans le but d’étendre son influence en Afrique de l’Ouest. L’IMN a été fondé dans les années 1980 par le cheikh Ibrahim Zakzaky, inspiré par la Révolution islamique iranienne après avoir étudié en Iran. Ce groupe rejette la légitimité du gouvernement nigérian et souhaite instaurer un système islamique similaire à celui de la République islamique d’Iran. L’Iran, avec le Hezbollah libanais, aurait fourni environ 120 000 dollars par an à l’IMN, en plus de formations idéologiques et militaires dans les installations du Hezbollah,.

### Maroc
En janvier 2025, les autorités marocaines et les services antiterroristes ont réussi à déjouer des attentats contre le bureau de liaison israélien au Maroc. Ces tentatives ont été attribuées au Front Polisario, considéré comme un mandataire de l’Iran en Afrique de l’Ouest.

## Asie
Depuis la Révolution islamique de 1979, l’Iran mène de nombreuses activités clandestines à travers l’Asie. Ces activités comprennent l’espionnage, des complots d’assassinat, des cyberattaques, la facilitation du terrorisme et des réseaux financiers illicites. Une part croissante de ces opérations est confiée à des organisations criminelles. Derrière la majorité de ces actions se trouvent le Corps des Gardiens de la Révolution islamique (IRGC), la Force Al-Qods (IRGC-QF), le Ministère du Renseignement et de la Sécurité (MOIS), ainsi que des mandataires affiliés.

### Azerbaïdjan
- Complot de coup d’État et d’assassinat (2023–2024)

Ce complot s’inscrivait dans une tentative iranienne de déstabiliser l’Azerbaïdjan et d’y promouvoir ses intérêts. Les autorités azerbaïdjanaises ont arrêté des personnes liées aux services secrets iraniens, qui prévoyaient d’assassiner des figures politiques majeures. Ces individus avaient reçu une formation militaire en Iran, sous couvert d’enseignement religieux, et disposaient d’une liste de responsables à éliminer.
- Tentative d’assassinat du député Fazil Mustafa (2023)

Fazil Mustafa, député et critique connu du régime iranien, a survécu à une tentative d’assassinat le 28 mars 2023. Les autorités azerbaïdjanaises ont attribué l’attaque aux services secrets iraniens, qui avaient même annoncé prématurément sa mort sur un canal Telegram lié au IRGC,.
- Complot visant le rabbin Shneor Segal (2024–2025)

Fin 2024, Agil Aslanov, un trafiquant de drogue géorgien, a été recruté par un officier de la Force Al-Qods qui lui a proposé 200 000 dollars pour assassiner le rabbin Shneor Segal à Bakou. Après une rencontre avec des agents iraniens en Iran, Aslanov a entamé une surveillance du rabbin et a transmis des informations aux services iraniens. En janvier 2025, les services de sécurité azerbaïdjanais ont déjoué le complot, arrêté les suspects et les ont inculpés pour conspiration en vue de commettre un acte terroriste,.

### Japon
- Assassinat de Hitoshi Igarashi (1991)

Hitoshi Igarashi, universitaire japonais réputé et traducteur d’œuvres littéraires arabes et persanes, est surtout connu pour avoir traduit en japonais le roman de Salman Rushdie Les Versets sataniques. En 1989, l’ayatollah Khomeini, guide suprême d’Iran, avait émis une fatwa appelant à la mort de Rushdie et de toute personne impliquée dans la publication du livre. Igarashi a été assassiné le 11 juillet 1991 dans son bureau à l’université de Tsukuba, à Ibaraki. Selon plusieurs sources, l’attentat aurait été exécuté par des agents du CGRI,,.

### Inde
Le 13 février 2021, dans le cadre des attaques de 2012 contre des diplomates israéliens, un motard a attaché une bombe magnétique à la voiture de Tal Yehoshua Koren, épouse de l’attaché de défense israélien à New Delhi. En route pour aller chercher ses enfants à l’école, elle a été blessée, de même que son chauffeur et deux passants.

### Thaïlande
- Attentat de Bangkok (2012)

L’attentat de 2012 à Bangkok constitue l’un des incidents les plus marquants de l’activité iranienne en Thaïlande. Des agents iraniens ont déclenché accidentellement une explosion dans un appartement qu’ils avaient loué. Deux d’entre eux ont fui, tandis que le troisième, gravement blessé, a tenté de s’échapper en taxi. Refusé par le chauffeur, il a lancé une bombe sur le véhicule, blessant le conducteur et des passants. Il a finalement été arrêté après une tentative de fuite ratée qui lui a coûté ses jambes.
- Fatwa de 1989

Le 14 février 1989, l’ayatollah Ruhollah Khomeini, guide suprême d’Iran, a publié une fatwa appelant à l’exécution de Salman Rushdie, auteur du roman Les Versets sataniques, ainsi que de toute personne impliquée dans sa publication, sa traduction ou sa diffusion. Selon Khomeini, le livre blasphémait l’islam, le prophète Mahomet et le Coran. Il encourageait tous les musulmans à travers le monde à tuer Rushdie.

## Océanie

### Australie
En Australie, les activités criminelles de l’Iran comprennent des actions secrètes et illégales menées par le gouvernement iranien et ses mandataires. Ces activités incluent des cyberattaques contre les systèmes informatiques du gouvernement australien et d’entreprises locales, la contrebande de méthamphétamine via l’Asie du Sud-Est, ainsi que la violation des sanctions internationales grâce à des circuits financiers informels.
Des rapports indiquent que les autorités australiennes détiennent des preuves selon lesquelles des responsables iraniens ont espionné, menacé et harcelé des dissidents iraniens ayant critiqué le régime actuel. Les services de renseignement australiens ont également mis au jour des complots visant à tuer ou à enlever des personnes, ainsi que des ingérences dans les affaires nationales — souvent en lien avec des crimes de haine perpétrés par des groupes soutenus par l’Iran, tels que le Hezbollah.
En réponse, l’Australie a renforcé sa cybersécurité, intensifié sa lutte contre le trafic de drogue et durci ses lois contre l’espionnage et l’ingérence étrangère.